# قاتل سنگ‌دل
قاتل سنگ‌دل (انگلیسی: The Stone Killer) یک فیلم سینمایی ایتالیایی-آمریکایی در ژانر اکشن و نئو-نوآر محصول سال ۱۹۷۳ میلادی به کارگردانی مایکل وینر با بازی چارلز برانسون است.
فیلم‌های مکانیک (فیلم ۱۹۷۲) و آرزوی مرگ (فیلم ۱۹۷۴) نیز توسط مایکل وینر کارگردانی شده‌است.

## داستان
یک کارآگاه از لس‌آنجلس به نیویورک فرستاده می‌شود و در آنجا باید پرونده‌ای را حل کند که شامل یک دشمنی قدیمی با خانواده سیسیلی می‌باشد.

## بازیگران
- چارلز برانسون نقش لو توری
- مارتین بالسام نقش آل وسکاری
- دیوید شینر به عنوان گیدو لورنز
- نورمن فل به عنوان دانیلز نورمن فل
- رالف ویت به عنوان ماتئو
- پال کوسلو نقش لانگلی
- استوارت مارگولین به عنوان لارنس
- جک کالوین به عنوان جامپر
- جان ریتر نقش هارت[۴][۵][۶][۷][۸][۹][۱۰]

## تولید
این فیلم بر اساس رمان «وضعیت مرگ» نوشته جان گاردنر در سال ۱۹۶۹ با نام درک توری ساخته شد. نیویورک تایمز آن را "رمان پیام، فقط کمی پرمدعا، مرتبط اما کم سرعت" نامید. این رمان در اقتباس بسیار تغییر کرد.
فیلمبرداری در می ۱۹۷۳ انجام شد.

## بازخوردها
راجر ایبرت از شیکاگو سان-تایمز به فیلم سه ستاره از چهار ستاره داد و آن را "نمونه‌ای برتر از نوع خود - پلیسی سرسخت در برابر اوباش - و احتمالاً بهترین فیلم پلیسی خشن شهر بزرگ بعد از "هری کثیف" نامید.